# NGC 3703
NGC 3703 est une lointaine galaxie spirale située dans la constellation de la Coupe. NGC 3703 a été découverte par l'astronome américain Ormond Stone en 1885.

## Caractéristiques

### Distance
Sa vitesse par rapport au fond diffus cosmologique est de 11 631 ± 52 km/s, ce qui correspond à une distance de Hubble de 172 ± 12 Mpc (∼561 millions d'al).
À ce jour, une mesure non basée sur le décalage vers le rouge (redshift) donne une distance d'environ 113,000 Mpc (∼369 millions d'al). Cette valeur est nettement à l'extérieur des valeurs de la distance de Hubble. Notons cependant que c'est avec la valeur moyenne des mesures indépendantes, lorsqu'elles existent, que la base de données NASA/IPAC calcule le diamètre d'une galaxie et qu'en conséquence le diamètre de NGC 3703 pourrait être d'environ 45,2 kpc (∼147 000 al) si on utilisait la distance de Hubble pour le calculer.

### Identification
L’identification de PGC 170146 comme étant NGC 3703 est incertaine,.